# 乌恰风毛菊
乌恰风毛菊（学名：Saussurea ovata）为菊科风毛菊属的植物。分布于中亚以及中国大陆的新疆等地，生长于海拔3,000米至4,300米的地区，多生长在高山草甸和砾石山坡，目前尚未由人工引种栽培。